# المجلس الأعلى للأمن الوطني (الإمارات)
المجلس الأعلى للأمن الوطني مجلس يهدف إلى تحقيق الأمن القومي الإماراتي وسلامته من جميع الجوانب الامنية والاقتصادية والاجتماعية والثقافية والبيئية وغيرها.

## اجتماعات المجلس
يجتمع المجلس الاعلى للامن الوطني بدعوة من رئيسه مرة واحدة كل ثلاثة أشهر أو كلما دعت الحاجة إلى ذلك، وتكون جلسات المجلس سرية، ويشترط لصحة اجتماعاته حضور اغلبية اعضائه على ان يكون من بينهم رئيس المجلس أو نائبه، وتصدر قراراته بالاغلبية المطلقة لاصوات الاعضاء الحاضرين، وعند التساوي يرجح الجانب الذي منه رئيس الاجتماع.

## صلاحيات المجلس
- بحث السياسات الخاصة بأمن الإمارات العربية المتحدة وسلامتها، بما في ذلك مشروعات التشريعات التي تكفل تحقيق الخطة الاستراتيجية للامن الوطني الإماراتي.
- توجيه اجهزة الدولة المختلفة لتطوير استراتيجياتها بما يخدم مصلحة الأمن الوطني الإماراتي.
- وضع الآليات والاجراءات اللازمة للتنسيق بين اجهزة الدولة المختلفة بما يحقق الأمن الوطني.
- العمل على تعزيز قدرة اجهزة الدولة في مواجهة الازمات والكوارث وضمان حسن ادارتها في حال وقوعها.
- الاشراف على اعداد الخطة الاستراتيجية للامن الوطني واعتمادها بما يضمن ويحقق فعالية التصدي لتهديدات الأمن الوطني.
- الاشراف على تطوير قاعدة معلوماتية موحدة عن مصادر التهديدات والمخاطر والتحديات التي يمكن ان تواجه الدولة.
- العمل على توفير الموارد اللازمة لتنفيذ خطة متطلبات الأمن الوطني.
- ابداء الرأي في مشروعات الاتفاقيات والمعاهدات التي تتعلق بالامن الوطني لدولة الإمارات قبل اصدارها.
- اقتراح اعلان الاحكام العرفية والتعبئة العامة.

## أعضاء المجلس
يتكون المجلس من:
- صاحب السمو الشيخ محمد بن زايد آل نهيان، رئيس الدولة ورئيس المجلس.
- الشيخ محمد بن راشد آل مكتوم، نائب رئيس الدولة رئيس مجلس الوزراء حاكم دبي وزير الدفاع نائب رئيس وعضو المجلس.
- الفريق سمو الشيخ سيف بن زايد آل نهيان، نائب رئيس مجلس الوزراء وزير الداخلية عضو المجلس.
- سمو الشيخ طحنون بن زايد آل نهيان، مستشار الأمن الوطني عضو المجلس.
- الشيخ منصور بن زايد آل نهيان، نائب رئيس مجلس الوزراء وزير شؤون الرئاسة عضو المجلس.
- الشيخ عبدالله بن زايد آل نهيان، وزير الخارجية والتعاون الدولي عضو المجلس.
- خالد بن محمد بن زايد آل نهيان، نائب مستشار الأمن الوطني عضو المجلس.
- معالي أحمد الظاهري، رئيس جهاز أمن الدولة عضو المجلس
- الفريق حمد محمد ثاني الرميثي، رئيس أركان القوات المسلحة عضو المجلس